# Martin Dlouhý
Martin Dlouhý (* 28. ledna 1970, Třebíč) je český ekonom, VŠ učitel a politik, od června 2024 poslanec Poslanecké sněmovny PČR, v letech 2010 až 2022 zastupitel hlavního města Prahy (navíc v letech 2013 až 2014 radní hlavního města), v letech 2014 až 2018 zastupitel městské části Praha 3, člen TOP 09.

## Život
Vystudoval Fakultu informatiky a statistiky Vysoké školy ekonomické v Praze, dále London School of Hygiene and Tropical Medicine, London School of Economics a Fakultu sociálních věd Univerzity Karlovy v Praze.
Přednáší na Vysoké škole ekonomické v Praze.
Martin Dlouhý žije od začátku svých vysokoškolských studií v roce 1988 v Praze, konkrétně v městské části Praha 3.

## Politické působení
V roce 2009 se stal členem TOP 09 a zakládal místní organizaci této strany v Praze 3. V roce 2010 byl za TOP 09 zvolen do zastupitelstva hl. města Prahy. V roce 2013 se stal pražským radním pro zdravotnictví, sociální politiku a bydlení. V říjnu 2014 byl zvolen opětovně do zastupitelstva hlavního města Prahy. V roce 2016 byl zvolen předsedou pražské TOP 09. V roce 2018 byl do zastupitelstva Prahy zvolen potřetí. Ve volbách v roce 2022 již nekandidoval.
V komunálních volbách v roce 2014 byl zvolen i zastupitelem městské části Praha 3. Ve volbách v roce 2018 se mu nepodařilo mandát obhájit. Zvolen nebyl ani ve volbách v roce 2022.
Ve volbách do Poslanecké sněmovny PČR v roce 2010 kandidoval z pozice člena TOP 09 v Praze, ale neuspěl. Stejně tak ve volbách v letech 2013 a 2017.
Ve volbách do Poslanecké sněmovny PČR v roce 2021 kandidoval z pozice člena TOP 09 na 11. místě kandidátky koalice SPOLU (tj. ODS, KDU-ČSL a TOP 09) v Praze. Získal sice 10 582 preferenčních hlasů, ale skončil na pozici prvního náhradníka. Nicméně v červnu 2024 na svůj mandát rezignoval jeho stranický kolega Ondřej Kolář, jelikož byl zvolen poslancem Evropského parlamentu. Dlouhý se tak dne 14. června 2024 stal novým poslancem Poslanecké sněmovny PČR.
Ve sněmovních volbách v roce 2025 kandiduje ze 14. místa kandidátní listiny koalice SPOLU v Praze.